# Poing levé
Pour l'organisation de jeunesse de Révolution Permanente, voir Le Poing Levé.

Le poing levé est un salut gestuel et un logo symbolisant la lutte et le combat. Le poing levé est généralement perçu comme une expression de révolte, de force ou de solidarité. Il est notamment utilisé par les activistes de gauche, comme les marxistes, anarchistes, communistes ou pacifistes, ainsi que les nationalistes noirs. Il est également un symbole féministe lorsqu'il est associé au symbole ♀.

## Historique

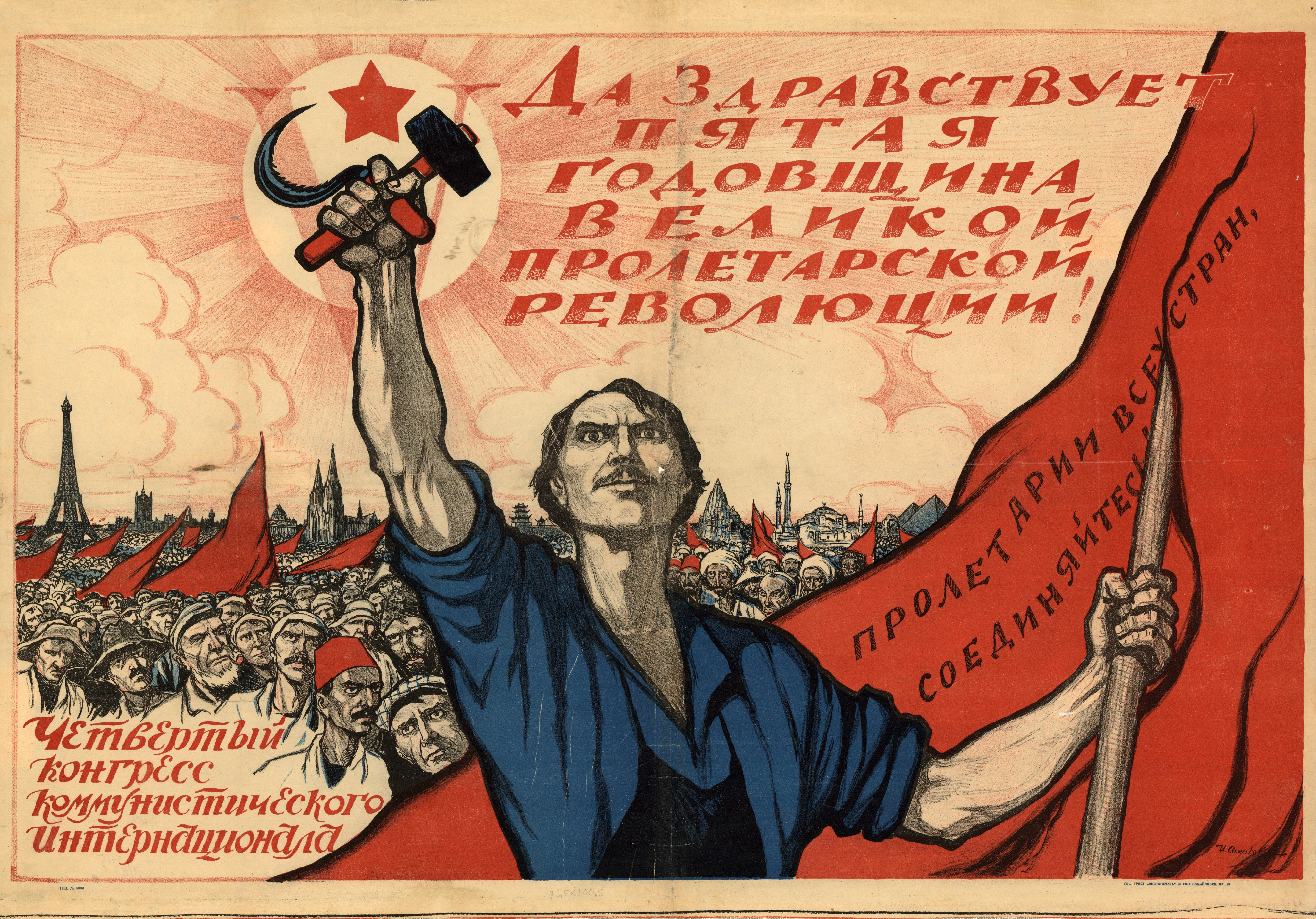
Le poing levé sur une affiche soviétique de 1922 célébrant le cinquième anniversaire de la révolution d'Octobre et le 4e congrès de l'Internationale communiste.

Le poing levé fait partie des symboles créés dans les années 1920 par Roter Frontkämpferbund, organisation issue du Parti communiste d'Allemagne, en réaction au succès rencontré par la Reichsbanner Schwarz-Rot-Gold, une organisation paramilitaire ; un dessin de John Heartfield en fait l'emblème de l'organisation. Il s'agit d'un pendant au salut fasciste. D'après l'historien Philippe Burrin, il « commença à marquer le paysage politique français en 1933, et il faut probablement prendre en compte le rôle joué, sur ce point comme sur d'autres, par les exilés antihitlériens. En tout cas, le PCF fut le véhicule principal de sa propagation, et le communisme allemand sa source d'inspiration ».

## Types de salut et position du bras

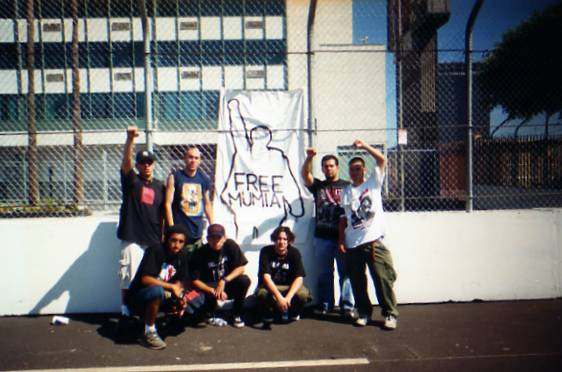
Fans du groupe de musique californien pro-zapatiste Rage Against the Machine faisant le salut poing levé bras tendu devant une représentation de la statue de Lénine.
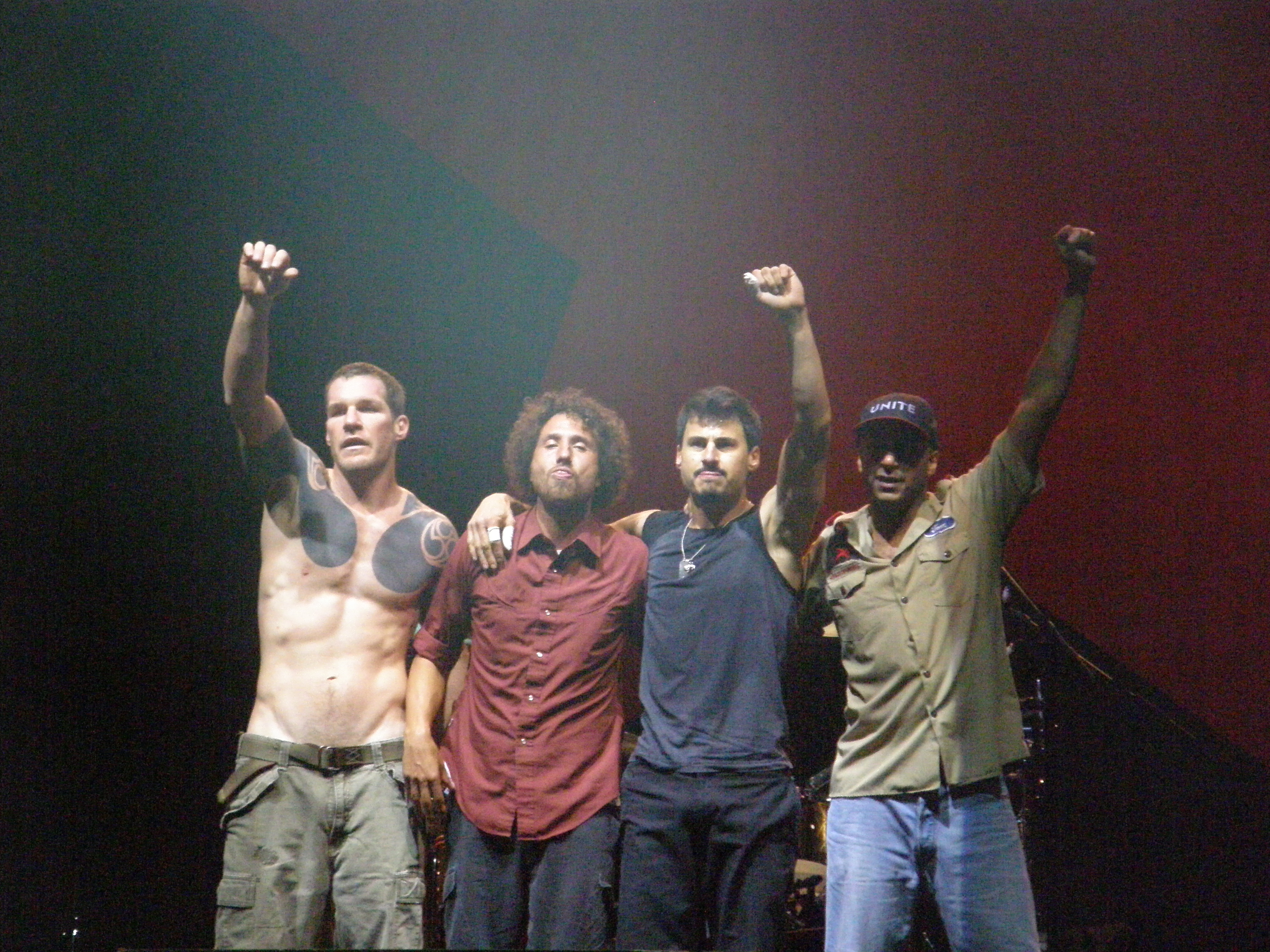
Des groupes de musique politiquement engagés à l'extrême gauche tels Rage Against the Machine ou The (International) Noise Conspiracy sont connus pour faire le salut du poing levé durant leurs tours de chant.
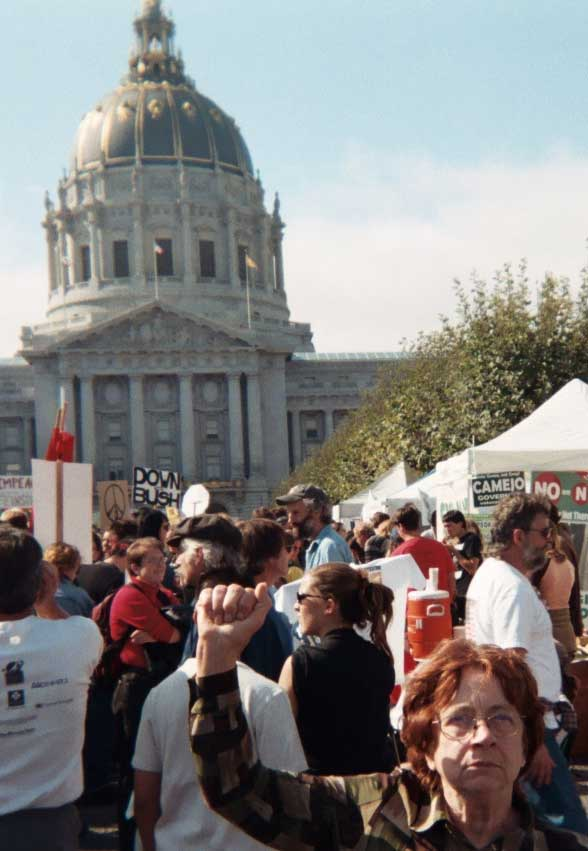
Une opposante à la guerre d'Irak fait le salut républicain durant une manifestation pacifiste le 15 février 2003 à San Francisco, en Californie.
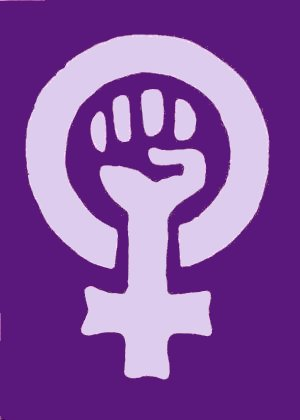
Symbole féministe associant le poing levé au symbole ♀.

### Poing levé bras plié
Le salut républicain fut particulièrement utilisé dans les années 1930, en opposition au bras tendu du salut fasciste. Le bras est plié à la perpendiculaire avec le poing levé.

### Salut nationaliste

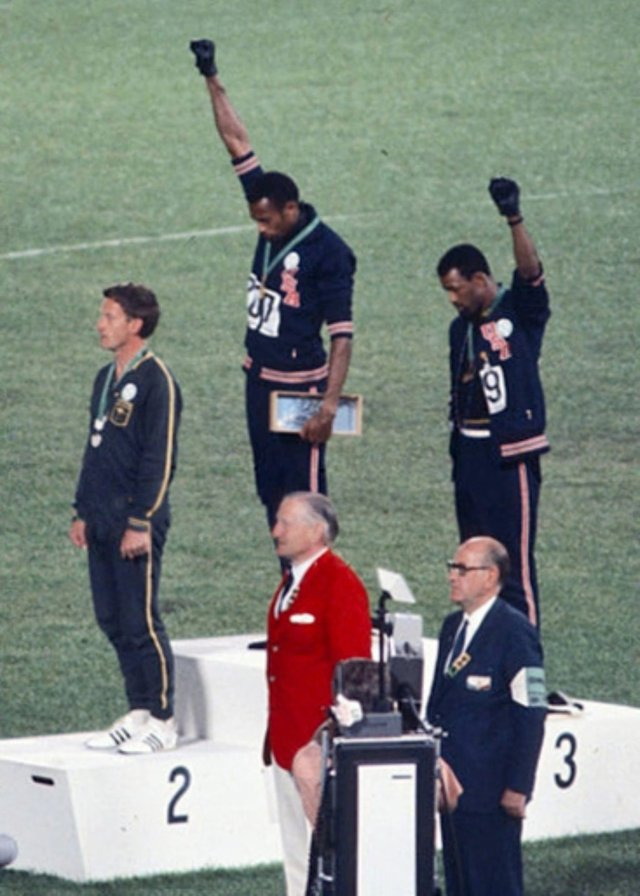
John Carlos, Tommie Smith et Peter Norman sur le podium des Jeux olympiques de 1968

Dans les années 1960, le poing levé fut aux États-Unis un symbole du nationalisme noir tel le mouvement Black Panthers ; lors des Jeux olympiques d'été de 1968, les coureurs américains Tommie Smith et John Carlos arrivés premier et troisième du 200 mètres protestèrent contre la ségrégation raciale aux États-Unis en baissant la tête et en pointant, lors de l'hymne américain, leur poing ganté de noir vers le ciel.
Le mouvement sioniste kach utilise également le geste.

## Filmographie
- Le Petit Soldat : digression philosophique de Michel Subor sur les formes de salut gestuel, poing levé inclus.